# Municipio de Boone (condado de Madison)
El municipio de Boone (en inglés: Boone Township) es un municipio ubicado en el condado de Madison en el estado estadounidense de Indiana. En el año 2010 tenía una población de 661 habitantes y una densidad poblacional de 8,47 personas por km².

## Geografía
El municipio de Boone se encuentra ubicado en las coordenadas 40°20′34″N 85°43′44″O / 40.34278, -85.72889. Según la Oficina del Censo de los Estados Unidos, el municipio tiene una superficie total de 78.05 km², de la cual 78,05 km² corresponden a tierra firme y (0 %) 0 km² es agua.

## Demografía
Según el censo de 2010, había 661 personas residiendo en el municipio de Boone. La densidad de población era de 8,47 hab./km². De los 661 habitantes, el municipio de Boone estaba compuesto por el 98,18 % blancos, el 0,76 % eran de otras razas y el 1,06 % eran de una mezcla de razas. Del total de la población el 1,66 % eran hispanos o latinos de cualquier raza.